# Farkas Elek (virológus)
Farkas Elek (Rákosszentmihály, 1911. február 15. – 2004. január 2.) magyar orvos, kimagasló tudású virológus, az Országos Közegészségügyi Intézet (OKI) Virológiai Osztályának, majd az abból kifejlődő Virológiai Főosztályának meghatározó vezetője 1950 és 1971 között. A magyarországi mikrobiológia és járványügy egyik legkiemelkedőbb alakjaként rendkívül jelentős kutatói, iskolateremtő és vakcinafejlesztői munkásságot fejtett ki, hozzájárulva számos fertőző betegség elleni küzdelemhez.

## Életpályája és munkássága
Orvosi tanulmányait a magyar főváros nagy múltú egyetemén, a budapesti Pázmány Péter Tudományegyetemen (ma Eötvös Loránd Tudományegyetem) végezte, ahol 1935-ben vehette át orvosdoktori oklevelét, megalapozva ezzel későbbi tudományos és közegészségügyi pályafutását. Pályafutását 1936-ban, friss diplomásként az Országos Közegészségügyi Intézet (OKI) Biológiai Osztályán kezdte meg, amely intézmény a korabeli magyar közegészségügy és járványügy egyik legfontosabb központja volt, így kiváló terepet biztosított a fiatal orvos szakmai fejlődéséhez. Később, 1941-től az OKI Ungvári Közegészségügyi Állomásán tevékenykedett, ahol a háborús évek alatt munkatársaival közösen úttörő munkát végzett egy védőoltás kidolgozásában. Ez a vakcina egy akkoriban rendkívül veszélyes és magas halálozási aránnyal járó, járványosan terjedő betegség, a kiütéses tífusz megelőzésére szolgált. Ezt a súlyos megbetegedést egy intracelluláris baktérium, a Rickettsia prowazekii okozza, amelynek terjesztésében a ruhatetvek játszanak kulcsszerepet. A kifejlesztett oltóanyag jelentős mértékben hozzájárult a betegség terjedésének megfékezéséhez a nehéz körülmények között.
1950-től egészen 1971-es nyugdíjba vonulásáig ismét az OKI-ban, Budapesten dolgozott, ahol szakmai pályafutása kiteljesedett. Kezdetben a Virológiai Osztályt vezette, majd az intézményi struktúra átalakulásával az ebből kialakuló, kibővített hatáskörű Virológiai Főosztály első embere lett. Irányítása alatt a főosztály munkatársai a rutinszerű diagnosztikai feladatok és az alapkutatások mellett rendkívül fontos vakcinatermelési tevékenységet is folytattak. Oltóanyagokat állítottak elő olyan súlyos, vírusok által okozott fertőző betegségek megelőzésére, mint az influenza és a járványos gyermekbénulás, amelyek a 20. század közepén komoly közegészségügyi kihívást jelentettek. Ezen felül folytatódott a már korábban megkezdett, kiütéses tífusz elleni oltóanyag nagyüzemi gyártása és fejlesztése is, biztosítva a lakosság védelmét. A Virológiai Osztályon, később Főosztályon, Takátsy Gyula által feltalált és kifejlesztett, kis térfogatú minták párhuzamos és gyors mikrobiológiai vizsgálatát lehetővé tévő módszertani újítások (mint például a mikrotitrátor lemez és a kalibrált platina kacs) széleskörű alkalmazásával számos, nemzetközileg is elismert tudományos közleményt publikáltak rangos szakmai lapokban. Ezek a publikációk főként az influenza vírusának tulajdonságaival, variabilitásával és az ellene való védekezés lehetőségeivel foglalkoztak, jelentősen hozzájárulva a globális influenzakutatáshoz.
Farkas Elek nem csupán kutatóként és intézményvezetőként, hanem a tudományos közélet aktív szervezőjeként is maradandót alkotott. Alapító tagja és 1951 és 1958 között első főtitkára volt a Magyar Mikrobiológiai Társaságnak (MMT), amely a hazai mikrobiológusok legfontosabb szakmai és tudományos szervezete. Ezt a felelősségteljes főtitkári tisztséget később, 1966 és 1974 között ismételten betöltötte, nagyban segítve a magyar mikrobiológia nemzetközi kapcsolatainak építését és a tudományos utánpótlás nevelését. Kiemelkedő figyelmet fordított munkatársai és a fiatalabb generációk képzésére; Bakács Tiborral közösen szerkesztett, hiánypótló "Orvosi virológia" című könyve évtizedekig alapműnek számított a magyar orvosképzésben és a szakorvosképzésben. Tudományos publikációs tevékenysége mellett rangos folyóiratok szerkesztésében is részt vett: szerkesztőségi tagja volt az Acta Microbiologica Academiae Scientiarum Hungaricae (később Acta Microbiologica et Immunologica Hungarica) és az Acta Virologica című, nemzetközileg is jegyzett tudományos folyóiratoknak, elősegítve ezzel a magyar kutatási eredmények széleskörű megismertetését.

## Díjai, elismerései
- Manninger Rezső-emlékérem (1975; a Magyar Mikrobiológiai Társaság által adományozott, a mikrobiológia terén kiemelkedő tudományos munkásságért járó rangos elismerés)

## Emlékezete
- 2011-ben, születésének 100. évfordulója alkalmából tudományos emlékülést rendeztek tiszteletére, és ünnepélyes keretek között felavatták emléktábláját az Országos Epidemiológiai Központ (az OKI egyik jogutódja), az Országos Tisztifőorvosi Hivatal és az Állami Népegészségügyi és Tisztiorvosi Szolgálat akkori és volt munkatársai részvételével, méltatva életművét és a magyar virológia fejlődésében betöltött szerepét.[1]
- 2016-ban ismételten emléküléssel adóztak munkásságának a Magyar Mikrobiológiai Társaság 2016. évi Nagygyűlése és a XII. Fermentációs Kollokvium keretében, amelyet a keszthelyi Helikon Szállóban tartottak 2016. október 19-én. Ez az esemény ismételten aláhúzta Farkas Elek tudományos örökségének tartós hatását.[2]
- Farkas Elek személyes feljegyzései, amelyek mélyebb betekintést nyújtanak életébe és korába, Ember a XX. században címmel 2015-ben könyv formájában is kiadásra kerültek, hozzáférhetővé téve gondolatait és tapasztalatait a szélesebb közönség számára is.